# Crippled Black Phoenix
I Crippled Black Phoenix sono un gruppo musicale prog e post-rock britannico formatosi a Bristol nel 2004.

## Storia
Nel 2004 a Bristol, Justin Greaves, batterista in diverse band della scena doom e sludge come i Teeth of Lions's Rule the Divine, Iron Monkey ed Electric Wizard, iniziò a registrare alla chitarra acustica alcune idee musicali che aveva in testa da tempo, collaborando fra gli altri con il bassista Dominic Aitchison dei Mogwai ed il polistrumentista Geoff Barrow dei Portishead, che inizialmente produrrà il progetto Crippled Black Phoenix con la sua etichetta Invada Records (suonando occasionalmente la batteria nei primissimi live). Il nome della band è tratto dal testo di "Big Loader", una canzone dell'album di debutto degli Iron Monkey ed è stato occasionalmente utilizzato da Greaves come suo pseudonimo.
Nonostante un inizio poco ortodosso, poiché tutti i membri della band erano impegnati con altri progetti al momento della fondazione della stessa, i Crippled Black Phoenix hanno continuato a ruotare sia in studio che dal vivo parecchi musicisti attorno alla figura di Greaves, il principale songwriter, ed a forgiare il loro suono. La band, che dal vivo conta da 6 sino a 9 elementi, scrive quelle che i suoi componenti hanno definito "ballate per la fine dei tempi" ("endtime ballads"), indicando con questa espressione sia la natura oscura delle canzoni sia la loro insolita miscela di stili (progressive, post rock, dark, folk, psichedelia) che rende il progetto di difficile classificazione per fan ed addetti ai lavori.
La line-up dei Crippled Black Phoenix per loro stessa natura ha subito diversi cambiamenti. Fra i più significativi, l'abbandono a inizio 2012 di Joe Volk, cantante delle prime incarnazioni della band che intraprende una carriera solista, e nel 2014 quello del chitarrista Karl Demata che fonderà i Vly assieme al dimissionario bassista Christian Heilmann. Il mastermind Greaves e lo stesso Demata sono stati coinvolti in una controversia legale sul possesso del nome e la distribuzione delle royalties della band. Successivamente la vicenda viene risolta e Greaves prosegue legittimamente con il suo progetto, che nel frattempo aveva visto l'ingresso del chitarrista/cantante svedese Daniel Anghede nelle vesti di frontman. I CBP rimangono estremamente prolifici al di là dei numerosi cambi di formazione. Greaves e Kordic hanno inoltre due side project, rispettivamente chiamati Se Delan e Johnny The Boy (ex World War). A cavallo fra il 2019 e il 2020 con l'addio di Anghede dopo 6 anni e 4 studio album si conclude un'altra era della band. Anghede fonda un suo progetto (Venus Principle) composto da musicisti che hanno suonato in precedenti incarnazioni dei Crippled Black Phoenix, in una sorta di spin-off della band.
Justin Greaves annuncia nel 2020 l'inizio di un nuovo capitolo nella storia della formazione britannica, con un ruolo più prominente di Kordic come vocalist principale. Dopo l'album "Ellengæst", realizzato nel 2020 con l'aiuto di alcuni cantanti ospiti, a fine aprile 2021 viene annunciato l'innesto dello svedese Joel Segerstedt come nuovo vocalist e chitarrista ritmico. Il nuovo componente esordisce sull'Ep Painful Reminder/Dead Is Dead mentre il suo debutto full length viene annunciato dalla band a fine aprile 2022, con l'album "Banefyre" e relativo tour europeo, il primo dopo la pandemia Covid-19.. Nel 2024 i Crippled Black Phoenix annunciano l'uscita di un doppio album, “The Wolf Changes Its Fur But Not Its Nature” + “Horrific Honorifics Number Two (2)”, con il quale celebrano i 20 anni dalla fondazione: il lavoro contiene nuove versioni di materiale storico e cover di artisti che hanno ispirato la band nel corso degli anni.

## Formazione

### Formazione attuale
- Justin Greaves - chitarra elettrica, voce secondaria, chitarra acustica, basso, tastiere e batteria (2004 - oggi)
- Belinda Kordic - voce, percussioni (2011 - oggi)
- Matt Crawford - basso (2021 - oggi)
- Lucy Marshall - piano, synth, cori, artwork (2024 - oggi)
- Justin Storms - voce, chitarra elettrica (2024 - oggi)
- Jordi Farré - batteria (2021 - oggi)  (live)
- René Misje - guitar (2023 - oggi) (live)

### Ex componenti
- Dominic Aitchison - bass, effects[4]
- Kostas Panagiotou - piano, keys, mellotron, harmonium, accordion, vocals[5]
- Joe Volk - vocals, acoustic guitar[6]
- Charlotte "Chipper" Nicholls - cello, vocals[7]
- Nial McGaughey - guitars[8]
- Matt "Team Brick" Williams - synth, hammond, organ, effects, accordion, backing vocals
- Mark Ophidian - synth, vocoder, mellotron[9]
- Danny Ashberry - synths, keyboards, hammond[10]
- Merijn Royaards - drums[11]
- Karl Demata - guitars, vocals[12]
- Christian Heilmann - bass[12]
- Daisy Chapman - piano, keyboards, vocals, backing vocals[13]

- Miriam Wolf - piano, keyboards, vocals, backing vocals[14]
- Matt Simpkin - vocals[14]
- John E Vistic - vocals, trumpet[15]
- Mark Furnevall - synth, keyboards, organ, mellotron, bass, backing vocals[16]
- Daniel Änghede - vocals, guitars[17]
- Niall Hone - bass[18]
- Jonas Stålhammar - guitars[19]
- Tom Greenway - bass[19]
- Ben Wilsker - drums[20][21]
- Helen Stanley - pianoforte, tastiere, synth, tromba e voce [22]
- Andy Taylor - chitarra elettrica
- Joel Segerstedt - voice, guitar[23]

### Collaboratori, musicisti live e ospiti
- Geoff Barrow - producer, drums
- Andy Semmens - vocals
- Thomas Elgie - drums
- George Elgie - guitars, backing vocals
- Jack Rampling - violin
- Baz Barrett - bass
- Chrissie Caulfield - violin, harp, fog horn
- Stu Matthews - percussions
- Dave Greaves - guitars
- Charlie Romijn - bass, guitars, backing vocals
- Joe Allen - synth, bass
- Michael L.B. West - keyboards
- David Eugene Edwards - vocals
- Robert Holm - trumpet, brass
- Cypress Grove - vocals
- Bertrand Cantat - vocals
- Mark Lanegan - vocals
- Suzie Stapleton - vocals, guitar
- Mick Cozens - guitars, keyboards
- Max Milton - trumpet, violin, viola
- Guy Metcalfe - drums
- Jon Attwood - guitars
- Paul Harris - trumpet
- Paul Eros - horn
- Sally Wragg - violin, viola
- Paul Booker - double bass
- Martin Collins - drums
- Andy Solomon - keyboards, backing vocals

- Arthur Young - keyboards, bass
- Georgi Malchev - guitar
- David John Norman - polistrumentist, backing vocals
- Suzi Gage - flute
- Liz Purnell - trombone
- Emma Hooper - viola
- Sue Lord - violin
- Robert Potter - mandola
- Martin Horsefall - trumpet, brass
- Eric Mansfield (aka James Ray) - vocals
- Ewan Davies - metal pipe, drone
- Pete Wassif - guitars
- David Mako - vocals
- Arvid Jonsson - vocals
- Nikita Kamprad - guitars
- Gaspar Binder - drums
- Ryan Patterson - bass, vocals
- Rob Al-Issa - bass
- Vincent Cavanagh - vocals[21]
- Gaahl - vocals[21]
- Jonathan Hultén - vocals
- Jörgen "Juggo" Wall - vibraphone, drums
- Robin Tow - additional drums
- Martin Hyde - additional drums
- Wesley J.Wasley - bass
- Georg Paco Nitschke -  synth, keyboards, saxophone, backing vocals, vocoder

## Discografia
Album in studio
- 2007 – A Love of Shared Disasters
- 2009 – The Resurrectionists
- 2009 – Night Raider
- 2010 – I, Vigilante
- 2012 – (Mankind) The Crafty Ape
- 2012 – No Sadness or Farewell
- 2014 – White Light Generator
- 2015 – New Dark Age
- 2016 – Bronze
- 2018 – The Great Escape
- 2020 – Ellengæst
- 2022 – Banefyre

Singoli, minialbum, uscite speciali
- 2006 - Sharks & Storms / Blizzard Of Horned Cats
- 2015 - Childhood's End (con Se Delan)
- 2015 – Oh'Ech-oes (con Se Delan)
- 2017 – Horrific Honorifics
- 2017 – Budapest Vigilante Sessions
- 2021 - Painful Reminder/Dead Is Dead
- 2024 - Beautiful Destroyer (Bandcamp one-off track)
- 2024 - The Wolf Changes Its Fur But Not Its Nature” + “Horrific Honorifics Number Two (2)"

Compilation
- 2009 - 200 Tons of Bad Luck
- 2009 - Extra Tracks
- 2019 - An Original Album Collection  ("New Dark Age" + "Bronze")
- 2020 - Man Confused, Vol. I-II: Various Demo Action 2004-2011, 2011-2018 AD
- 2020 - Various Types Of Dread (A Collection Of Confusion)
- 2021 - Champions Of Disturbance - A rough guide to CBP

Live
- 2012 - Poznan 2011 A.D. (anche come Live Poznan)
- 2013 - Live in Bern 2012 A.D. (anche come We Shall See Victory)
- 2017 - Destroy Freak Valley

Bootleg Ufficiali
- Live at Burg Herzberg Festival, 2011 A.D. (2013 Self released)[24]
- In a Cave (Live 2014 A.D.) (2015 Self released)[25]
- Demons in Aschaffenburg 2019 A.D. (2020 Self released)[26]
- Astorias Vigilantes - Live At Stone Fest 2018 A.D. (2020 Self released)[27]
- Born For Nothing/Paranoid Arm Of Narcoleptic Empire, Live In Switzerland 2009 A.D.[28]
- Long Live Independence, Live On Rockpalast 2012 A.D. (2020 Self released)[29]
- Perfect Concert For Total Pleasure, Live Budapest 2018 A.D. (2020 Self released)[30]
- A New Dark Age, Live in Slowakia 2015 A.D. (2020 Self released)[31]
- Wytches & Basterdz, Live at Lottfest 2017 A.D. (2020 Self Released)[32]
- Dancing Gummy Bears, Live in Warsaw 2012 A.D. (2020 Self Released)[33]
- Half Alive, Live in Germany 2010 A.D. (2020 Self Released)[34]
- Frankfurtenstein 2010 A.D. (2020 Self Released)[35]
- Le Grand Mix, Paris 2007 A.D. (2020 Self Released)[36]
- The Heart Of Belgrade, KC Grad. Live in Serbia 2012 A.D. (2020 Self Released)[37]
- Bavarian Blues-Nürnberg 2016 A.D.[38] (2021 Self Released)
- Totally Eclipsed in 2010 A.D. (2021 Self Released)[39]
- Poznan & Herzberg Live 2011 A.D. (2021 Self Released Live compilation)[40]
- Three Wyches And A Dog. Live At Vera, Groningen, 2012 A.D. (2021, Self Released)[41]'
- Roadburn 2017 A.D.(2022, Self Released) [42]
- Roadburn 2019 A.D. (2022, Self Released) [43]
- Roadburn-Live Echoes (2022, Self Released) [44]
- Nihtgield - Live Document 2022 A.D. (2025, Self Released) [45]

Videoclip e Lyric Video
- 2012 - Laying Traps
- 2014 - Northern Comfort
- 2016 - Scared And Alone
- 2018 - Great Escape Pt.1
- 2020 - Cry Of Love
- 2020 - Lost
- 2021 - Painful Reminder
- 2022 - Blackout77
- 2022 - Everything Is Beautiful But Us
- 2022 - Bonefire
- 2024 -  Goodnight, Europe (Pt. II)
- 2024 -  Self Control
- 2024 -  444
- 2024 -  Blueprint

Video Live
- 2012 - Live At Rockpalast, Crossroads Festival

Versioni alternative
- 2020 - I, Vigilante - Instrumental
- A Love Of Instrumental Disasters[46]

Partecipazioni
- 2009 - We Are Ony Riders - The Jeffrey Lee Pierce Project
- 2014 - Axels and Sockets - The Jeffrey Lee Pierce Sessions Project [47]
- 2010 - Mojo Presents - The Wall Re-Built!

Colonne Sonore
- Future Shock! The Story of 2000AD (come Justin Greaves)
- The Devil's Business (come Justin Greaves)